# 泉大津だんじり祭り
泉大津だんじり祭り（いずみおおつだんじりまつり）は、大阪府泉大津市各地で行われる秋祭り（だんじり祭）の総称。和泉市池上町も含まれる。

## 各地区の概要

### 大津
通称は濱八町。旧・泉北郡大津村に該当。だんじりの種類は折衷型に分けられる上だんじりで、南海本線より浜側で主に行われている。速度に乗っただんじりが、前方で停止している別のだんじりへ追突するかちあい（カチアイ、カッチャイ）で知られている。かちあいは、町同士の喧嘩がその原型とされ、かつての祭では町同士の揉め事や水利争いなど、さまざまな要因でだんじり同士の喧嘩が絶えず、その時にだんじりをぶつけ合った事が、かちあいの起こりとされている。また1960年頃までは合意なくぶつかっており、喧嘩になることも多かったという。
- 田中町、出屋敷町、西之町、下之町、上市町、上之町、元町、宮本町（大津神社）

大抵の上だんじりの鬼板に施される獅子の彫刻は、一般的に獅噛（しがみ・しがめ）と呼ばれるが、泉大津市では鬼熊（おにくま）と呼ばれる。上之町、西之町、下之町、宮本町の鬼熊には鳥衾がついている。
1785年（天明5年）、岸和田城下の北町（現在の岸和田市北町）が宇多大津村から大型だんじりを購入したものの城門を潜ることができなかった。これがきっかけとなり、翌年には柱に細工を施しただんじりが岸和田で製作され、岸和田型のだんじり（下だんじり）へ発展して行ったと言われている。

### 穴師
旧・泉北郡穴師村に該当。だんじりの種類は下だんじりで、南海本線より山側で行なわれている。
- 豊中町、池浦町、我孫子町、板原町（泉穴師神社）

曽根・助松地区とともに十二町連合が組織される。
また、過去には穴師地区の穴田、宮町、虫取町にもだんじりが存在していたが、現在は廃止されている。

### 曽根・助松
旧・泉北郡上条村および伯太村大字池上（現在の和泉市池上町）に該当。だんじりの種類は下だんじりで、南海本線より山側で主に行なわれている。
- 南曽根、北曽根、千原町、池上町、二田町、森町（曾禰神社）
- 助松町（助松神社）

穴師地区とともに十二町連合が組織される。
池園町は台風で小屋が破損した事をきっかけに令和元年をもって引退した。
1889年（明治22年）の町村制施行で、池上村は伯太村大字池上となった。しかし、伯太村（池上・伯太・黒鳥の3大字）単位での神社合祀は実現することなく、1909年（明治42年）に池上が上条村の曾禰神社へ、黒鳥が国府村の泉井上神社へ合祀した経緯がある。

## 日程
- 試験曳き ： 10月第1月曜日の前日の日曜日
- 宵宮（宵祭） ： 本宮前日の土曜日
- 本宮（本祭） ： 体育の日前日の日曜日

## 写真
大津濱八町
穴師
曾根・助松